# 為什麼我是我
“為什麼我是我？”（英語：Why am I me?，日語：なぜ私は私なのか？），這一哲學問題屬於形而上学领域，是哲学和心灵哲学的一大問題。这个问题可以用各种方式来表述，下面是一種表述方式： 
现在世界上有很多人存在，有许多人出生，许多人将会出生和死亡。但是，總有一個問題困擾在心中“为什么我不是别人的我，那個人的我？”（英語：Why am I me, rather than someone else?，日語：なぜ私は他の誰かではなく、この人物なのか？） 
这个问题有各种各样的名字。 例如，“我的问题」，日本哲学家永井均用尖括号表示「我」，即记为“<我>的问题” 。还有，与澳洲哲学家戴维·查尔莫斯使用“困难问题”（Hard Problem of Consciousness）一词相对比，也有人用「更困难问题」（The Harder Problem of Consciousness）来表述「我的问题」。另外，由于问题的内容也可以说是「为什么现在在这里」（时间地点中的存在），所以有时将其称为“现在这里的问题」。 
一些日本心理学家正在从心理学角度研究这个问题。这并不是说哲学家像他们那样通过思考或思想实验来讨论，而是通过问卷调查和访谈对提出这个问题的人的心理状态进行了统计和科学的调查，以分析的形式进行研究。在这种心理学的语境下，这个问题指的是，提出“为什么我是我”的人的心理状态，和有“自我经验」（日语：自我体験）的人的经验。

## 概要

这是您和四个朋友一起吃饭的场景的抽象插图。 在此图中，所有人物都画有相同的圆圈。 （下续）...

但是，实际上，并非像上面那样显示这种情况，而是适合绘制这种情况。 换句话说，在五个主体中，只有一个主体（●）具有特殊的方式。 也就是说，世界仅通过这具身体上的眼球可见（而不是通过其他眼球）， 仅当捏紧这具身体时会受伤（捏紧其他身体不会受伤）， 只有这具身体可以移动并尝试移动（其他身体不能）。 （下续）...

此外，如图所示，这种情况更适合绘制。 换句话说，世界以一个身体为中心，并从那里打开。 换句话说，即使其他任何物体（○）消失了，也只是“世界”（图中的气球）中的一个事件。 但是，只有一个身体（●）的消失不是“世界”中的事件，而是“世界”的消失。
为什么情况不像第一张图的情况那样，而是以这样的某个点为中心的特殊情况呢？

显而易见，在日常社交生活中，很多人都提出了这样的问题。这不是只有哲学家才问过的问题，而是普通百姓在生活中遇到的问题。 但其实，并非每个人都遇到这个问题，渡边对日本大学生的调查发现，这类问题的发生率接近十分之一。 另外，根据天谷的调查，他们第一次遇到这些问题的时间大部分都是从小学高年级年到初中一年级。

## 历史沿革
17世纪的法国哲学家帕斯卡 （ 1623年 - 1662年 ），在逝世后发表的残篇中描述： 
当我思索我一生短促的光阴浸没在以前的和以后的永恒之中，我所填塞的——并且甚至于是我所能看得见的——狭小的空间沉没在既为我所不认识而且也并不认识我的无限广阔的空间之中；我就极为恐惧而又惊异地看到，我自己竟然是在此处而不是在彼处，因为根本没有任何理由为什么是在此处而不是在彼处，为什么是在此时而不是在彼时。是谁把我放置在其中的呢？是谁的命令和行动才给我指定了此时此地的呢？
 — 布莱兹·帕斯卡 (1670年) 《思想录》、何兆武訳
帕斯卡以这种方式事实上提出了这个问题，但没有具体回答。

18世纪的苏格兰哲学家托马斯·里德 （ 1710年 - 1796年 ），对当时著名的法官Kames勋爵 （ Henry Home, Lord Kames ），的信里写道： 
我希望知道勋爵您的观点，对于：我的大脑失去原有结构时，几百年过去后相同的物质又以同样的方式重组后，我还是不是我？或者，几百年后的那几个存在物，能不能都是我，和我一样是一个智能生物？
 — 托马斯·里德给Kames的信（1775年）
正如托马斯·里德（Thomas Reed）所表明的那样，涉及大脑或身体再生、重建的思想实验，已经在20世纪以来被哲学家讨论为各种形式。 著名的例子包括德里克·帕菲特的远程运输思维实验。 

20世纪初，出生于奥地利理论物理学家 薛定谔 （ 1887年 - 1961年 ）以下列方式写了这个问题。 
假設你坐在阿爾卑斯山某處道路旁的長椅上。…
你所見到的一切——以我們通常的看法而言——早在你存在之前便已矗立於此，儘管經歷了一些微小的變化，但幾千年來幾乎毫無改變。不久之後——確實不會太久——你將不再存在。然而，那些樹林、岩石與蔚藍天空，在你消逝之後，依然會持續數千年，不曾改變地存在著。
如此突然地將你從虛無中喚醒，讓你短暫地享受這與你毫無關聯的景象的力量，到底是什麼呢？仔細想想，你存在的一切條件，其實和那些岩石的存在一般古老。幾千年來，人類不斷地掙扎奮鬥，受傷，生育並養育子女。而女性則忍受著痛楚生下孩子。或許在一百年前，也曾有人坐在這個地方，和你一樣帶著虔敬而又淡淡哀傷的心情，凝視著夕陽中積雪萬年的山頂。他同樣由父親所生，由母親所產；他也曾經歷與你同樣的苦痛與短暫的喜悅。那麼，他真的是和你不同的某個人嗎？抑或他就是你自身，也就是你的自我？這種所謂「其他人」，是否真能以明確的科學意義區別出來？為什麼你的兄弟不是你，而你自己又不是某個遠房表親？如果阿爾卑斯山的景色客觀上並無差異，那究竟是什麼原因讓你執著地去尋求自己與他人之間的不同？
 — 埃尔温·薛定谔 (1925年執筆/1961年出版)「道を求めて」 中村量空ら [訳]

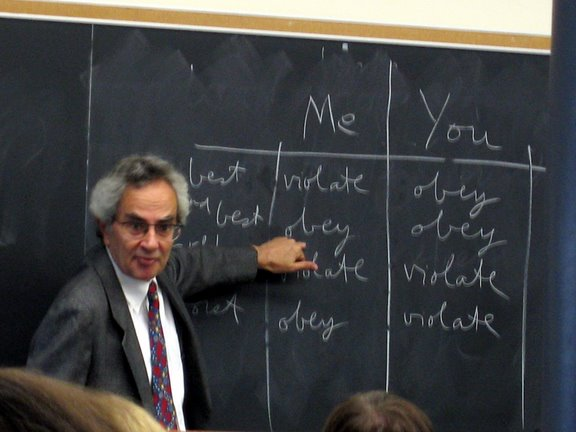
哲学家湯瑪斯·內格爾

 。

## 候选答案
可能的答案是： 
1. “这是一个伪问题”
2. “我是独我”
3. “我只能说就是这样”
4. “我过着所有人的生命”
5. “我是全世界”
6. “我也是消失了的”

但是，并没有一个答案正确。 

### 独我论
所谓的唯我論有多种变体。从简单的常识说：“我知道我的感受，但我不知道他者的感受”。最强烈的立场是：“我所看到的就是这个世界。这就像一个梦 。”如果您选择其中最强的一项，则可以解决本文中的问题。 换句话说，首先没有其他人，也没有在周围看到真正的桌子或椅子，只有在这个梦中我才能感觉到。 然后基本上解决了“我为什么是这个人”这个问题。 因为首先只有这个梦，所以只有这个梦而没有别的。参见梦的论证。 
根据永井均的说法，如果您选择这一立场，那么本文中的问题将基本上收敛到存在问题。 换句话说，“为什么梦以外的东西都不存在，却只有梦存在？”

### 我只能说确实如此

哲学家长井仁史指出，这个问题可能没有答案。换句话说，所要询问的事实实际上是确切的，但是对此没有任何解释，但是只能说这是事实（残酷事实） 。 

### 我是全世界
奥地利的理论物理学家埃尔温·薛定谔支持了梵我一如的想法。 他补充说：“可能很难相信正常的原因。” 

## 脚注
1. ↑  三浦俊彦 (2002)
2. ↑  渡辺恒夫 (2004)（日语：なぜ私は私なのか#wt2004）
3. ↑  天谷祐子 (2011)
4. ↑  天谷祐子 (2011), p.80
5. ↑  エルヴィン・シュレディンガー (2002), pp.97-99
6. ↑  永井均 (1988), p.54
7. ↑  永井均 (2002)
8. ↑  其は汝なり（Tat tvam asi, तत्त्वमसि):「それはおまえである」「おまえはそれである」などとも訳される。 チャーンドーギア・ウパニシャッドの中に残されている、[[前8世纪|]]のインドの哲学者ウッダーラカ・アールニの言葉。後の[[吠檀多|]]において「我はTemplate:要曖昧さ回避なり」と並ぶ二大格言のひとつとされた。（『わが世界観』p.102 の訳注より）

## 關聯項目
- 人格同一性 - 同一性
- 指標詞 - 我 - 現在 - 这里
- 自我意识 - identity
- 他心問題 - 唯我論 - 哲學殭屍 - 變成蝙蝠會怎樣？ - 環世界
- 困难问题 - 意識の境界問題 - スワンプマン
- なぜ何もないのではなく、何かがあるのか
- 梵我一如 - 輪迴
- 轉校生 - 你的名字。 - Category:人格の入れ替わりを題材とした作品
- 充足理由律 - ナマの事実 - 擬似問題
- 人格解體 - アイデンティティの拡散
- 访谈：更困难问题